# James Faiva
Pas d'image ? Cliquez ici

a Compétitions nationales et continentales officielles uniquement.

b Matchs officiels uniquement.
Dernière mise à jour le 27 août 2022.
James Faiva, né le 13 juin 1994 à Ōtāhuhu (Nouvelle-Zélande), est un joueur de rugby à XV international tongien évoluant principalement au poste de demi d'ouverture. Il évolue avec le club italien du Petrarca Rugby en Top 12 depuis 2019. Il mesure 1,85 m pour 98 kg.

## Carrière

### En club
James Faiva commence sa carrière avec le club amateur du Papatoetoe RFC dans le championnat de la région d'Auckland. Il joue également avec les équipes jeunes de la province d'Auckland.
En 2015, il dispute une saison en Irlande avec le Skerries RFC, un club de la province du Leinster évoluant en division 2C de l'All-Ireland League,.
Il rejoint ensuite l'Australie en 2017, et le club des Penrith Emus en Shute Shield (championnat de la région de Sydney), avant de jouer pour le West Harbour RFC l'année suivante dans le même championnat.
En décembre 2018, il rejoint le club espagnol du CR El Salvador en División de Honor,. Il réalise une bonne saison sur le plan comptable, en inscrivant 184 points en 13 matchs, dont 8 essais.
Au mois de novembre 2019, il rejoint le club italien du Petrarca Rugby en Top 12,. En 2022, il remporte avec son équipe le championnat, ainsi que la Coupe d'Italie,. Après cette saison réussie, il est annoncé qu'il quitte le club.

### En équipe nationale
James Faiva joue avec l'équipe des Tonga A entre 2016 et 2018, disputant le Pacific Challenge et la Americas Pacific Challenge.
Il est sélectionné pour la première fois avec l'Équipe des Tonga de rugby à XV en juillet 2019 pour disputer la Pacific Nations Cup 2019. Il obtient sa première cape internationale le 27 juillet 2019 à l’occasion d’un match contre l'équipe des Samoa à Apia.
En 2019, il est retenu dans le groupe tongien pour disputer la Coupe du monde au Japon,. Il dispute quatre matchs dans cette compétition, contre l'Angleterre, l'Argentine, la France et les États-Unis.

## Palmarès

### En club
- Vainqueur de la Coupe d'Italie en 2022 avec Petrarca Rugby.
- Vainqueur du Championnat d'Italie en 2022 avec Petrarca Rugby.

### En équipe nationale
- 18 sélections  avec les Tonga depuis 2019.
- 55 points (1 essai, 8 pénalités, 13 transformations).

- Participation à la Coupe du monde 2019 (4 matchs).